# Авраам Адан

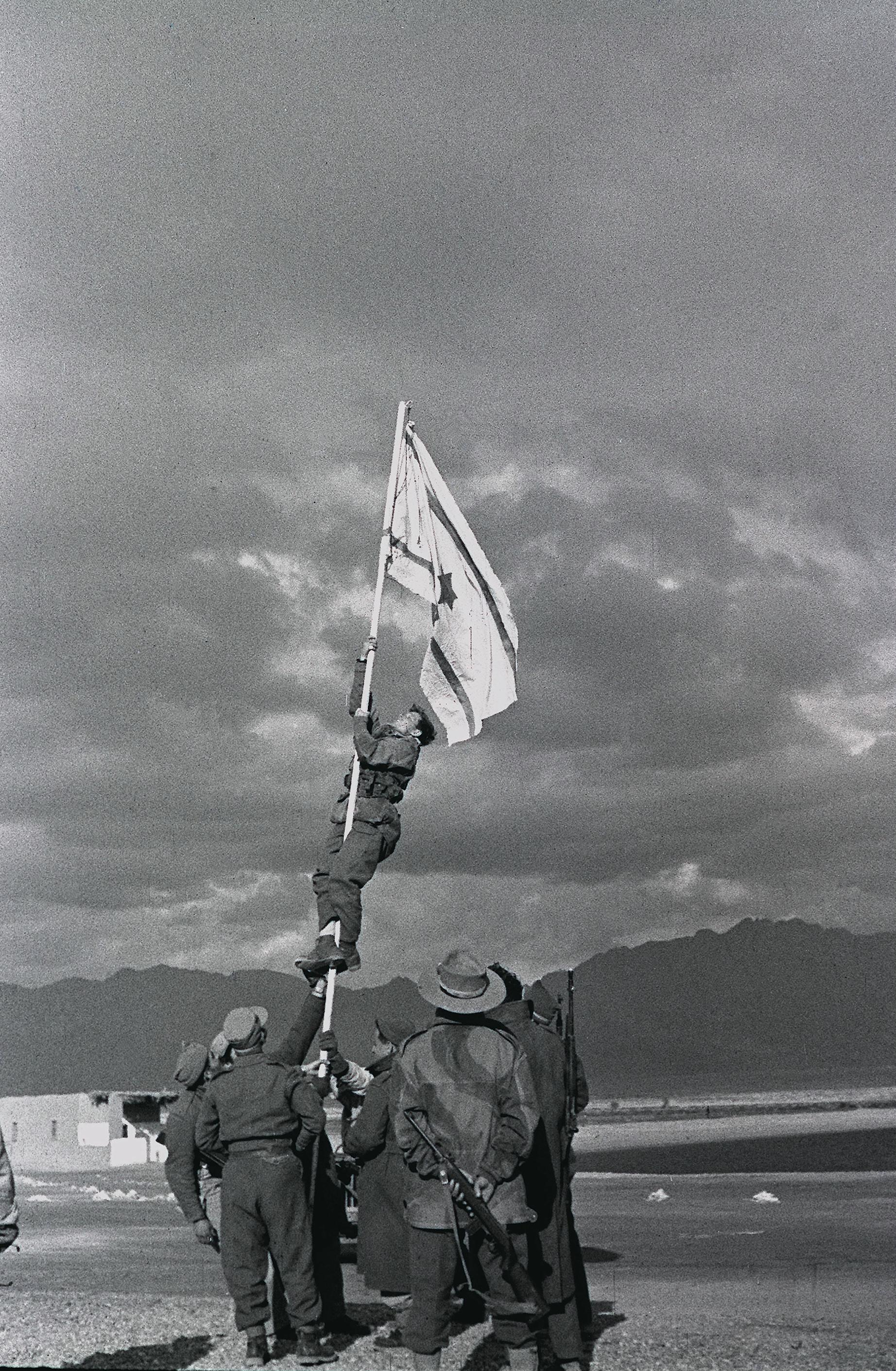
Адан (на флагштоку) піднімає чорнильний прапор наприкінці Першої арабо-ізраїльської війни в березні 1949 року

Авраам Адан (івр. אברהם אדן 1926 —  2012) — ізраїльський військовик, генерал-майор (алуф). До здобуття Ізраїлем незалежності він служив у Пальмаху, елітному формуванні воєнізованого формування Хагана громади Ішува в Британській Підмандатній Палестині. Адан воював під командуванням Хагани, а пізніше під керівництвом новоствореної Армії оборони Ізраїлю під час Першої арабо-ізраїльської війни. Всесвітньо відома його фотографія під час підняття ізраїльського чорнильного прапора в Ейлаті, що ознаменувало кінець війни.  Він служив в Армії оборони Ізраїлю з 1948 по 1977 роки і брав участь у всіх великих арабо-ізраїльських війнах, які відбувалися в той період.

## Біографія
Адан народився 5 жовтня 1926 року у кібуці Кфар-Гіладі у Британській Підмандатній Палестині; він народився з прізвищем Ейдельсон, але пізніше змінив його на Адан у рамках процесу івритизації. У 1943 році він приєднався до Пальмаху, елітного загону воєнізованої організації Хагана, яка діяла на частині громади Ішува в Британській Палестині. Під час Першої арабо-ізраїльської війни Адан був командиром роти у 8-му батальйоні бригади Негев і брав участь в операції «Увда», під час якої бригада успішно захопила утримуваний Йорданією форпост Умм-аль-Рашраш — нині відомий як Ейлат — на крайньому південному краю новоствореної країни. Адан, який тоді був капітаном новоствореної Армії оборони Ізраїлю (ЦАХАЛ), був сфотографований під час підняття чорнильного прапора Держави Ізраїль. Відтоді ця фотографія стала іконою, її порівнюють із «Підняттям прапора на Іодзімі».
У 1949 році Адан приєднався до Ізраїльського бронетанкового корпусу та заснував перший танковий підрозділ армії оборони Ізраїлю з танками M4 Sherman. Під час Суецької кризи 1956 року він командував 82-м батальйоном 7-ї бронетанкової бригади на Синайському півострові, завдавши рішучої поразки єгипетським військам у регіоні. Після війни Адан став оперативним офіцером бронетанкового корпусу, а потім командиром 7-ї бронетанкової бригади, а також школи бронетанкових корпусів. Під час Шестиденної війни він був заступником командувача бронетанковим корпусом і 31-ю бронетанковою дивізією, де знову вступив у бій з єгипетськими військами на Синаї. 10 березня 1969 року він став командиром бронетанкового корпусу.
Адан захищав північну частину Суецького каналу, коли в жовтні 1973 року вибухнула Четверта арабо-ізраїльська війна (Війна Судного дня). Під час війни він служив командиром 162-ї дивізії, яка зазнала значних втрат 6-8 жовтня під час спроб зупинити єгипетський штурм і відкинути єгипетські війська через канал. Пізніше під час війни Адан перевів свій підрозділ через канал на територію Єгипту на північ від Великого Гіркого Озера під час операції «Відважні люди», а згодом спрямував свої сили на південь до міста Суец, де вони оточили Третю єгипетську армію.
З 1974 по 1977 рік він служив військовим аташе в посольстві Ізраїлю у Вашингтоні.
Адан був співзасновником кібуців Нірім і Гвулот, розташованих у пустелі Негев поблизу палестинського сектора Газа.

## Опубліковані праці
- На обох берегах Суеца (1979) — видавництво Idanim
- До чорнильного прапора (1984) — Вид-во Міноборони